# Cheilanthes cuneata
Cheilanthes cuneata là một loài thực vật có mạch trong họ Adiantaceae. Loài này được Kaulf. ex Link miêu tả khoa học đầu tiên năm 1833.